# قلعه رقه
قلعه رقه اثری تاریخی مربوط به دوره قاجار است که در روستای رقه از توابع شهرستان بشرویه واقع شده است. این اثر در تاریخ ۲۶ دی ۱۳۸۶ با شمارهٔ ثبت ۲۰۵۶۸ به‌عنوان یکی از آثار ملی ایران به ثبت رسیده است.